# Stora Ässjön
Stora Ässjön är en sjö i Hedemora kommun i Dalarna och ingår i Dalälvens huvudavrinningsområde. Sjön har en area på 0,0739 kvadratkilometer och ligger 124,3 meter över havet.

## Delavrinningsområde
Stora Ässjön ingår i det delavrinningsområde (670434-151919) som SMHI kallar för Mynnar i Hålen. Medelhöjden är 146 meter över havet och ytan är 8,17 kvadratkilometer. Det finns inga avrinningsområden uppströms utan avrinningsområdet är högsta punkten. Ässjöån som avvattnar avrinningsområdet har biflödesordning 3, vilket innebär att vattnet flödar genom totalt 3 vattendrag innan det når havet efter 183 kilometer. Avrinningsområdet består mestadels av skog (59 procent) och jordbruk (21 procent). Avrinningsområdet har 0,6 kvadratkilometer vattenytor vilket ger det en sjöprocent på 7,3 procent.